# 穆姆重排反应
Mumm重排反应（Mumm rearrangement） 
羧酸亚氨基醇酯发生1,3(O-N)酰基转移，重排为酰亚胺。